# プロトポルフィリノーゲンIX
プロトポルフィリノーゲンIX(Protoporphyrinogen IX)は、 プロトポルフィリンIXの前駆物質である。 ポルフィリンの生合成経路を参照のこと。

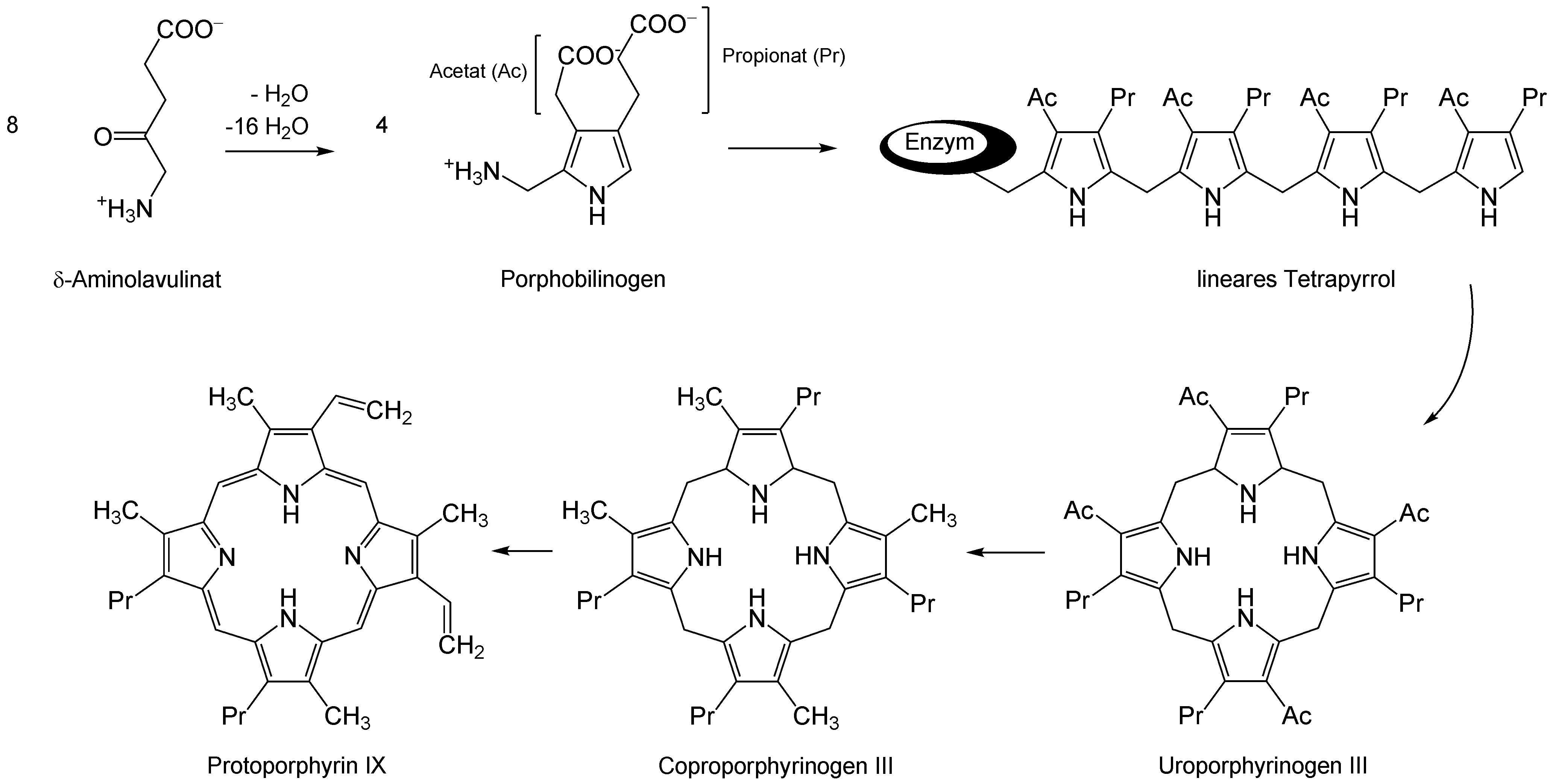
δ-アミノレブリン酸からプロトポルフィリンIXまでの生合成経路